# 錐 (位相幾何学)

円の錐．もとの空間は青色で，押しつぶされた端点は緑色．

位相幾何学，特に代数的位相幾何学において，位相空間 X の錐（すい，英: cone）CX とは，X と単位区間 I = [0, 1] の積の商空間
{\displaystyle CX=(X\times I)/(X\times \{0\})\,}
である．直観的には，X を円柱にし，円柱の一端を点に押しつぶす．
X がユークリッド空間の中にあれば，X の錐は X から別の一点への線分の和集合に同相である．つまり，位相幾何学的な錐は幾何学的な錐と定義されるときには一致する．しかしながら，位相幾何学的な錐の構成の方が一般的である．

## 例
- 実数直線の点 p 上の錐は区間 {p} × [0, 1] である．
- 二点 {0, 1} 上の錐は端点を {0} と {1} とする "V" 字型である．
- 実数直線の区間 I 上の錐は中身の詰まった三角形であり，2-単体とも呼ばれる（最後の例を参照）．
- 多角形 P 上の錐は底面を P とするピラミッドである．
- 円板上の錐は古典的な幾何学における円錐体である（「錐」の名前の由来）．
- 円上の錐は円錐体の側面である：

{\displaystyle \{(x,y,z)\in \mathbb {R} ^{3}\mid x^{2}+y^{2}=z^{2}{\text{ and }}0\leq z\leq 1\}.}
これは閉円板に同相である．
- 一般に，n 次元球面上の錐は (n + 1) 次元閉球体に同相である．
- n 次元単体上の錐は (n + 1) 次元単体である．

## 性質
すべての錐は弧状連結である，なぜならば任意の点は頂点と結べるからである．さらに，すべての錐はホモトピー
ht(x, s) = (x, (1−t)s)
によって頂点に可縮である．錐は代数的位相幾何学においてまさに空間を可縮空間の部分空間として埋め込んでいるから用いられる．
X がコンパクトかつハウスドルフであるとき（本質的には，X をユークリッド空間に埋め込めるとき），錐 CX は X のすべての点をある一点につなぐ線分の集まりとして視覚化できる．しかしながら，この描像は X がコンパクトでないかあるいはハウスドルフでないとき正しくない，なぜならば一般には CX 上の商位相は X を一点に結ぶ線分たちの集合よりも細かいからである．

## 約錐
(X, x0) が基点付き空間であるとき，関連した構成，約錐 (reduced cone) がある．それは
{\displaystyle X\times [0,1]/(X\times \left\{0\right\}\cup \left\{x_{0}\right\}\times [0,1])}
で与えられる．この定義で，自然な包含 {\displaystyle x\mapsto (x,1)} は基点付き空間の射である，ただし (x0, 0) を約錐の基点として取った．

## 錐関手
写像 {\displaystyle X\mapsto CX} は位相空間の圏上の関手 C: Top → Top を誘導する．